# Шкурник
«Шкурник» — советский сатирический фильм 1929 года режиссёра Николая Шпиковского по мотивам рассказа Вадима Охрименко «Цыбала».

## Сюжет
Действие фильма происходит во время событий гражданской войны на Украине. Обыватель Аполлон Шмигуев, «нейтральный» ко всем режимам, озабочен только шкурными интересами. Аполлон не только выживает при любой власти, но выходит из всех опасных ситуаций с прибылью

## В ролях
| Актёр          | Роль              |
| -------------- | ----------------- |
| Иван Садовский | Обыватель         |
| Лука Ляшенко   | Командир партизан |
| Дора Феллер    | Комендант         |
| Дмитрий Капка  | Полковник         |

## Критика
На выходе картина получила неоднозначную оценку. В частности, Осип Мандельштам в своей рецензии отметил особую сказочность подхода к сюжетной линии и выдающуюся операторскую работу. «Шпиковский создал прекрасную игрушку, игрушку социального назначения — верблюжьего шпиона. Образ пластический. А выдумка — просто лесковская». В то же время, Мандельштам посетовал на то, что режиссёр не дал должного развития сюжетной завязке и загубил её «ненужной агиткой»: «Между тем какой-то недобрый гений внушил Шпиковскому, что наряду с фольклорной темой верблюжьего шпигуна и даже в противовес ей надо крепить и развивать тему труда и хозяйства».
Вскоре картина была изъята из проката на основании протокола ГРК РСФСР N2974: «…гражданская война рассматривается в фильме только с точки зрения её тёмных отвратительных сторон. Грабёж, грязь, тупоумие Красной Армии, местной Советской власти и т. д. Получился скверный пасквиль на действительность того времени».
Долгое время фильм считался утерянным, однако в 2000-е гг. он был обнаружен «на самом дне киноархивов», восстановлен и показан на ряде кинофестивалей. Современная критика, в противоположность Мандельштаму, напротив, высоко оценила «революционность, авангардность» фильма, его актуальность и свободу от штампов и идеологии.

## Культурное влияние
Образ Аполлона Шмигуева получил развитие в персонаже Евгения Леонова из фильма «Гори, гори, моя звезда» Александра Митты.